# Videos From the Cellar: The Atlantic Years
Videos From the Cellar: The Atlantic Years es el tan esperado DVD realizado por Ratt realizado en el año 2007. Este DVD combina las dos publicadas anteriores colecciones de vídeo Ratt: The Video y el Detonator Videoaction (Publicados en formato VHS), incluyendo sus populares videos musicales como "Round and Round", "Lovin' You is a Dirty Job" y "Lay It Down". El DVD también contiene varias características extras, incluyendo aspectos más destacados de la gira de Japón, el comentario nuevo y exclusivo, y videos nunca antes publicados.

## DVD Lista de canciones
1. "Wanted Man"
2. "You Think You're Tough"
3. "Back for More"
4. "Round and Round"
5. "Lay It Down"
6. "Shame Shame Shame"
7. "Lovin' You's a Dirty Job"
8. "I Want a Woman"
9. "Way Cool Jr."
10. "You're in Love" *
11. "Dance" *
12. "Body Talk"*
13. "Slip of the Lip]"*

- Videos Nunca Realizados en ningún formato casero (*).[1]